# Abbie McManus
Abbie Mary McManus (Prestwich, Gran Mánchester, Inglaterra; 14 de enero de 1993) es una futbolista inglesa. Juega de defensa en el Leicester City de la FA Women's Super League. Es internacional absoluta por la selección de Inglaterra desde 2018.

## Trayectoria

### Inicios
Comenzó su carrera en el Manchester City y siendo una de las titulares, con su equipo lograron el ascenso a la National Division en la temporada 2011-12.

### Sheffield FC
En agosto de 2013 fue transferida al Sheffield Ladies.

### Regreso al Manchester City
Cuando el dueño del Manchester City, Mansour bin Zayed Al-Nahyan, adquirió una franquicia en la FA WSL en 2014, McManus regresó al equipo. Debutó en la primera categoría en mayo de 2014 contra el Everton en el Etihad Stadium. Jugó la final de la WSL Cup donde derrotaron al Arsenal por 1-0.
La inglesa sufrió una lesión en agosto de 2016, que la dejó fuera el resto de la temporada. En diciembre de 2016 renovó su contrato con el club. En 2017 debutó a nivel internacional en la Liga de Campeones Femenina de la UEFA en la victoria por 1-0 sobre el Fortuna Hjørring. La defensora renovó su contrato con el club en junio de 2018.

### Manchester United
El 17 de mayo de 2019 la jugadora anunció que dejaría el club, luego de 12 temporadas. Una semana después fichó por el Manchester United para la temporada 2019-20. Debutó en el United contra su antiguo club por la FA WSL el 7 de septiembre de 2019, fue derrota por 1-0 en el primer derby de Manchester femenino.

## Selección nacional
En febrero de 2018 recibió su primer llamado a la selección de Inglaterra. Formó parte del plantel que jugó la Copa SheBelieves 2018 y debutó contra Francia en ese torneo, fue victoria para las inglesas por 4-1.
Participó de las eliminatorias para la Copa Mundial de 2019 y fue convocada a la cita mundialista por el entrenador Phil Neville.

## Vida personal
Su hermano Scott McManus también es futbolista.
McManus mantiene una relación con la balonmanista inglesa Holly Lam-Moores.

## Clubes
| Club                         | País       | Año         |
| ---------------------------- | ---------- | ----------- |
| Manchester City              | Inglaterra | 2009 - 2013 |
| Sheffield Ladies             | Inglaterra | 2013 - 2014 |
| Manchester City              | Inglaterra | 2014 - 2019 |
| Manchester United            | Inglaterra | 2019 - 2021 |
| Tottenham Hotspur (préstamo) | Inglaterra | 2021        |
| Leicester City               | Inglaterra | 2021        |

## Palmarés

### Títulos nacionales
| Título                           | Club            | País       | Año     |
| -------------------------------- | --------------- | ---------- | ------- |
| FA Women's National League North | Manchester City | Inglaterra | 2011-12 |
| FA Women's Super League          | Manchester City | Inglaterra | 2016    |
| Women's FA Cup                   | Manchester City | Inglaterra | 2016-17 |
| Women's FA Cup                   | Manchester City | Inglaterra | 2018-19 |
| FA Women's League Cup            | Manchester City | Inglaterra | 2014    |
| FA Women's League Cup            | Manchester City | Inglaterra | 2016    |
| FA Women's League Cup            | Manchester City | Inglaterra | 2018-19 |

### Títulos internacionales
| Título           | Equipo                  | Sede           | Año  |
| ---------------- | ----------------------- | -------------- | ---- |
| Copa SheBelieves | Selección de Inglaterra | Estados Unidos | 2019 |